# 제인 바크먼
제인 루이즈 바크먼(Jane Louise Barkman, 1951년 9월 20일 ~ )은 전 미국의 수영 선수이자 올림픽 2관왕, 전 세계 기록 보유자이다.
펜실베이니아주 브린모어에서 태어난 바크먼은 17세의 나이로 1968년 멕시코시티 올림픽에서 미국을 대표하였다. 그녀는 400m 자유형 계주에서 우승한 미국 팀의 일원으로서 동료 선수 린다 구스타브슨, 수전 페더슨, 잰 헨과 함께 금메달을 획득하였다. 그들은 결승전에서 4분 02.5초의 올림픽 신기록을 세웠다. 개인적으로 200m 자유형에서 동메달을 딴 바크먼은 미국이 휩쓴 그 종목에서 데비 마이어와 잰 헨에 밀려 3위를 하였다.
4년 후, 뮌헨 올림픽에서 또한 그녀는 샌디 닐슨, 제니 켐프와 셜리 배버쇼프가 포함된 400m 자유형 계주에서 금메달을 획득한 미국 팀의 일원이기도 하였다. 닐슨, 켐프, 바크먼과 배버쇼프는 결승전에서 3분 55.19초의 세계 신기록을 세워 동독 팀을 좁은 차이로 꺾었다. 그녀는 1972년 팀의 3단 주장이었고, 1996년 애틀랜타 올림픽으로 향하는 도중 성화 봉송 주자였다.
바크먼은 전에 프린스턴 대학교에서 프린스턴 타이거스 여성 수영·다이빙 팀의 코치였다. 2명의 아들과 딸 하나를 둔 그녀는 현재 펜실베이니아 주의 작은 타운에 살며 1등급 교사이다.

## 같이 보기
- 올림픽 수영 여자 메달리스트 목록
- 수영 혼계영 400m 세계 기록 추이